# На хълма с маковете
„На хълма с маковете“ или „От върха на маковия хълм“ (на японски: コクリコ坂から) е японско аниме в жанра романтична драма от 2011 г. на Горо Миядзаки от „Студио Гибли“. Филм е продуциран от Тошио Судзуки и Тецуро Саяма. Сценаристи са Кейко Нива и Хаяо Миядзаки.

## Персонажи
- Уми Мацудзаки
- Шун Казама / Юичиро Савамура
- Хана Мацудзаки
- Мики Хокуто
- Сачико Хирокоджи
- Риоко Мацудзаки
- Йошио Онодера
- Широ Мизунума / Хироши Тачибана

## Манга
Манга публикувана от януари до август 1980 г.

## Премиери
В Япония анимето е показано на 16 юли 2011 г. Също така филмът е показан във Франция, Финландия, Русия, Италия, Норвегия, Швеция, Дания, Германия и в други страни.

## Награди и номинации
- 36 кинофестивал в Торонто (Най-добрият драматичен филм)
- 35 Награда на Японската академия (Най-добър анимационен филм на годината)
- 11 Награда на токийско аниме (Най-добър анимационен филм на годината)
- 40 Награда „Ани“ (Най-добър сценарий за пълнометражен анимационен филм)
- 14 Златни награди „Трейлър“ (Най-добър чуждестранен трейлър на анимационен филм)